# 麥克羅伊 (阿肯色州)
麥克羅伊（英語：McCrory）是一個位於美國阿肯色州伍德拉夫縣的城市。

## 地理
麥克羅伊的座標為35°15′28″N 91°11′48″W / 35.25778°N 91.19667°W，而該地的平均海拔高度為64米（即210英尺）。

## 人口
根據2020年美國人口普查的數據，麥克羅伊的面積為6.13平方千米，皆為陸地。當地共有人口1583人，而人口密度為每平方千米258人。